# 藍點尖鼻魨
藍點尖鼻魨為輻鰭魚綱魨形目四齒魨亞目四齒魨科的其中一種，為亞熱帶海水魚，分布於印度洋紅海海域，棲息深度10-80公尺，體長可達10.4公分，棲息在沙石底質底層水域，生活習性不明。